# Scott (condado de Crawford, Wisconsin)
Scott es un pueblo ubicado en el condado de Crawford en el estado estadounidense de Wisconsin. En el Censo de 2010 tenía una población de 462 habitantes y una densidad poblacional de 5 personas por km².

## Geografía
Scott se encuentra ubicado en las coordenadas 43°14′57″N 90°43′30″O / 43.24917, -90.72500. Según la Oficina del Censo de los Estados Unidos, Scott tiene una superficie total de 92.38 km², de la cual 92.34 km² corresponden a tierra firme y (0.04%) 0.04 km² es agua.

## Demografía
Según el censo de 2010, había 462 personas residiendo en Scott. La densidad de población era de 5 hab./km². De los 462 habitantes, Scott estaba compuesto por el 99.57% blancos, el 0% eran afroamericanos, el 0% eran amerindios, el 0% eran asiáticos, el 0% eran isleños del Pacífico, el 0% eran de otras razas y el 0.43% pertenecían a dos o más razas. Del total de la población el 0% eran hispanos o latinos de cualquier raza.